# Ana Pascu
Ana Pascu (* 22. September 1944 in Bukarest als Ana Ene, später Ana Derșidan; † 6. April 2022) war eine rumänische Florettfechterin.

## Leben
Ana Pascu erzielte ihre meisten internationalen Erfolge im Mannschaftswettbewerb. 1969 wurde sie in diesem in Havanna Weltmeisterin und belegte 1970 in Ankara den zweiten Platz. Es folgten bis 1975 vier weitere Bronzemedaillen. Im Einzel erfocht sie 1971 in Wien mit Bronze ihre einzige Meisterschaftsmedaille. Pascu an vier Olympischen Spielen teil. 1964 in Tokio wurde sie Neunte im Einzel und belegte mit der Mannschaft den fünften Rang. In der Mannschaftskonkurrenz 1968 in Mexiko-Stadt zog sie gemeinsam mit Olga Szabó-Orbán, Ileana Gyulai, Ecaterina Iencic und Maria Vicol ins Halbfinale ein, in dem die rumänische Equipe Ungarn unterlag. Im Gefecht um Bronze setzte sie sich anschließend gegen Frankreich durch. Auch bei den Olympischen Spielen 1972 in München schloss sie die Mannschaftskonkurrenz auf dem Bronzerang ab. Im Einzel schied sie in der ersten Runde aus. Vier Jahre darauf in Montreal belegte sie nochmals Rang 28 im Einzel und Rang sieben in der Mannschaftskonkurrenz.
Sie beendete 1976 ihre aktive Karriere und bekam 1981 einen Sohn. Im Jahr darauf wurde sie Präsidentin des rumänischen Fechtverbandes, ein Amt, das sie bis 2013 innehatte. Sie wurde daraufhin zur Ehrenpräsidentin des Verbandes ernannt. Seit 2004 war sie Vizepräsidentin im nationalen Olympischen Komitee Rumäniens, darüber hinaus hatte sie verschiedene Ämter im Fechtweltverband inne und gehörte nach wie vor als Vizepräsidentin dessen Exekutivkomitee an. Für ihre Verdienste erhielt sie in Rumänien die Komturkreuz des Orden Für Verdienst. Im Jahr 2000 schloss sie ihre Dissertation in Sportwissenschaften ab.